# Zenonina mystacina
Zenonina mystacina är en spindelart som beskrevs av Simon 1898. Zenonina mystacina ingår i släktet Zenonina och familjen vargspindlar. Inga underarter finns listade i Catalogue of Life.